# 加藤良輔
加藤 良輔 (かとう りょうすけ、1984年3月21日 - ) は、日本の俳優、アーティストである。株式会社bamboo所属。愛称は「りょうちん」。

## プロフィール
サイズ：T174・B82-W75-H87・S27.5cm。
特技はダンス。趣味は、ダンス、フットサル。3,4歳上の兄がいる。
18歳の頃、あるアーティストに憧れて上京。その後芸能活動を開始。
所属事務所は ラブ、ZONE、おふぃすいっとくと移籍し、現在は株式会社bambooに所属している。

## 略歴
- 2004年7月、ミュージカル テニスの王子様 More than Limit 聖ルドルフ学院にてデビュー。
- 2004年9月から成昌司とUP STARというユニットを結成し活動していたが、2006年3月25日のライブをもって解散。
- 2006年7月7日、篠田光亮・青木堅治、そして根本正勝から成るユニットJACKJACKに加入。
- 2007年10月31日にJACKJACKが解散、同時におふぃすいっとくを退社。
- 2007年11月6日から 株式会社bambooに所属。

## 出演

### 舞台
2004年
- ミュージカル テニスの王子様 More than Limit 聖ルドルフ学院（2004年7月29日 - 8月8日・8月11日 - 15日、東京芸術劇場中ホール 他） - 木更津淳 役

2005年
- ミュージカル テニスの王子様 in winter 2004 - 2005 side 山吹 feat. 聖ルドルフ学院（2005年1月8日 - 10日・1月20日 - 23日） - 木更津淳 役
- ミュージカル テニスの王子様 コンサート Dream Live 2nd（2005年5月4日） - 木更津淳 役

2006年
- SMILY☆SPIKY 初公演 ダストスパート（2006年4月14日 - 16日） - 橋本悠也 役
- ミュージカル テニスの王子様 Advancement Match 六角 feat. 氷帝学園（2006年8月3日 - 13日・8月16日 - 19日・8月24日 - 27日） - 木更津亮 役
- ミュージカル テニスの王子様 Absolute King 立海 feat. 六角 〜First Service（2006年12月13日 - 25日・12月28日 - 2007年1月8日・1月11日 - 14日・1月18日 - 21日・1月25日 - 27日） - 木更津亮 役

2007年
- ミュージカル テニスの王子様 コンサート Dream Live 4th（2007年3月30日・31日） - 木更津淳 / 木更津亮 役
- Z団 第6回公演 ハナレウシ（2007年5月9日 - 13日） - 伊藤俊輔 役
- ミュージカル テニスの王子様 コンサート Dream Live 4th Extra（2007年5月17日 - 20日） - 木更津淳 / 木更津亮 役
- メモリーズ2 〜セカンドオファー〜（2007年8月8日 - 14日、シアターサンモール） - 榎戸義勝 役
- ミュージカル テニスの王子様 Absolute King 立海 feat. 六角 〜Second Service（2007年8月18日 - 25日・9月9日） - 木更津亮 役
- プラスイズム 第4回公演 Punk autumn!!（2007年10月6日 - 8日、笹塚ファクトリー） - ドンベイ 役
- abbey（2007年11月14日 - 18日、青山円形劇場） - コージ 役

2008年
- ROCK MUSICAL PROJECT ♯002 ホワイトソング（2008年2月21日 - 24日・2月26日 - 3月5日、笹塚ファクトリー） - 大西拓真 役
- *pnish* プロデュース vol.3 リバースヒストリカ（2008年4月14日 - 20日、青山円形劇場） - 大塚 / 信長 役
- ミュージカル テニスの王子様 コンサート Dream Live 5th（2008年5月17日・18日・24日・25日） - 木更津亮 役
- 真田風雲録（2008年10月9日 - 15日、東京芸術劇場小ホール1） - 根津甚八 役
- イタズラなKiss 〜恋の味方の学園伝説〜（2008年11月27日 - 12月7日、シアターサンモール） - 里中大悟 役
- THE FAMILY・絆（2008年12月24日 - 28日、シアターサンモール） - 高橋マサル役

2009年
- D-PRODUCE vol.1 アヤカシ奇譚（2009年1月21日 - 25日、シアターサンモール） - 鏡メグル 役
- K（2009年2月25日 - 3月1日、赤坂ACTシアター / 3月4日・5日、新神戸オリエンタル劇場） - 相葉希実人 役
- Z団 第7回公演 BARAGA鬼-Ki（2009年4月22日 - 26日・5月2日・3日） - 沖田総司 役
- ルドビコ☆another バンク・バン・レッスン（2009年5月27日 - 31日） - ジュン 役
- 劇団たいしゅう小説家 第15回公演 SHURABA（2009年7月18日 - 26日） - 三島良助 役
- D☆D ACTseries vol.2 美しき背徳 -Beautiful Magic-（2009年9月27日 - 10月4日） - 水村音 役
- abc☆青山ボーイズキャバレー（2009年10月12日 - 25日） - ケン 役
- ぞめきの消えた夏 〜グアム玉砕戦乱舞闘〜（2009年11月26日 - 29日） - 三好克己 役
- Knock Out Brother -X-（2009年12月23日 - 27日） - タマゴ（富士遙人） 役

2010年
- プラスイズムvol.8 昭和芸能舎 提携作品 オトコノコ・オンナノコ（2010年2月2日 - 7日） - ポパイ 役
- ミュージカル　エア・ギア　VS.BACCHUS Top Gear Remix（2010年4月、日本青年館大ホール） - オニギリ 役
- ACファクトリー15周年記念公演第2弾「アラハン−ARAHAN−」（2010年4月、中野ザ・ポケツト）
- Z団 第9回公演「BARAGA-鬼ki〜再演〜」沖田総司役（2010年8月、全労済ホール スペース・ゼロ 他）
- abc★赤坂ボーイズキャバレー Spin Off 裏（2010年9月29日 - 10月10日、シアターサンモール） - 柴浩之 役
- ACファクトリー「アラハン」（2010年11月、シアターサンモール） - ゼン 役
- 激動の時を越えて『BUTLER×BATTLER』聖夜の贈りもの（2010年12月22日 - 26日、THEATRE1010） - 松が谷渉 役

2011年
- 深説・八犬伝〜村雨恋奇譚〜（2011年1月、シアタークリエ） - 犬江親兵衛仁 役
- 僕の後悔はジュリアナ（2011年4月、シアタートラム） - イクト役
- 少年ハリウッド（2011年4月16日・19日、全労済ホール スペース・ゼロ） - 日替わりゲスト
- 遙かなる時空の中で2（2011年6月3日 - 12日、全労済ホール スペース・ゼロ） - 安部泰継 役
- 劇団SET ジェネレーションギャップvo.l.4「じいちゃんのドロップキック」（2011年7月21日 - 24日、全労済ホール スペース・ゼロ）
- abc★赤坂ボーイズキャバレー 〜2回表! 〜 -喝! & 勝つ!-（2011年8月24日 - 31日、赤坂Actシアター / 9月3日 - 5日、大阪 シアターBRAVA!）
- 劇団なんでやねん「ミッシング・リンク」（2011年9月、シアターサンモール）
- ミュージカル「絆 2011 －少年よ、大紙を抱け！－」（2011年10月20日 - 25日、新国立劇場・中劇場） - 牛塚清也 役
- 三ツ星キッチン「イーストサイドストーリー」（2011年12月、全労済ホール スペース・ゼロ）

2012年
- *pnish*プロデュース『モンスターボックス』（2012年2月1日 - 12日、CBGKシブゲキ!!︎） - 三つ目 役
- オレンジ 命の奇跡（2012年2月29日 - 3月4日、銀座博品館劇場） - 藤堂晃 役
- WORKING!!（2012年5月、全労済ホール スペース・ゼロ） - 相馬博臣 役
- グリーンベンチ（2012年6月、サンモールスタジオ） - 明 役
- FREE(S)プロデュース公演「第三章 Dream-Baby's breath-」（2012年7月24日 - 29日、エコー劇場） - ジン 役
- abc★赤坂ボーイズキャバレー『3回裏！』（2012年9月、シアターサンモール） - 柴浩之 役
- 眠れぬ町の王子様（2012年11月、全労済ホール スペース・ゼロ） - 虎太郎 役

2013年
- 14番目の月〜僕たちが貴女をキレイにします!!〜（2013年1月、CBGKシブゲキ!） - 新 役
- 『Freak box』Vol.1（2013年1月19日、ギャラリーLE DECO） - 日替わりゲスト
- 朗読劇「ハンサム落語」（2013年2月、シアターサンモール）
- 空想組曲VOL.10「虚言の城の王子」（2013年3月、吉祥寺シアター） - 主演・皆瀬洋一 役（※初主演）
- プレゼント◆5（2013年4月24日 - 28日、シアターサンモール） - 四方津睦季 役[2][3]
- STAGE×12 vol.2 『ドキュメン?』（2013年5月14日 - 17日、赤坂GENKI劇場） - オサム 役
- BOYS★TALK（2013年6月、全労済ホール スペース・ゼロ） - よーちん 役
- 空想組曲vol.11 変則短篇集「組曲『空想』」（2013年7月9日 - 11日・13日、シアター風姿花伝） - 日替わりゲスト
- ブルドッグは支配できない（2013年7月、渋谷 LEDECO） - ゲスト
- THE LIGHT（2013年7月28日、中目黒ウッディーシアター） - 日替わりゲスト
- プレゼント◆5 side：三日月（2013年8月7日 - 11日、青山円形劇場） - ムツキ 役
- 朗読劇「ハンサム落語 第二幕」（2013年8月13日 - 18日、赤坂REDシアター）
- 眠れぬ町の王子様〜dreams like bubbles of champagne〜（2013年8月28日 - 9月1日、シアターサンモール） - 声のみの出演
- abc★赤坂ボーイズキャバレー『裏』FINAL!最後の充電!（2013年9月4日 - 8日、博品館劇場） - 柴浩之 役[4]
- テニプリフェスタ2013（2013年9月15日、滋賀県立芸術劇場びわ湖ホール / 9月21日、日本武道館） - 天神耕介 役
- Club SLAZY （2013年9月25日 - 29日、新宿フェイス） - Deep 役
- 勝手に！ドルフェス2013（2013年10月6日、品川ステラボール） - 『プレゼント◆5』のムツキとして出演
- プレゼント◆5 －満月にリボンをかけて－（2013年10月30日 - 11月10日、東京 CBGKシブゲキ!!/11月16日・17日、名古屋 テレピアホール） - ムツキ 役
- あなたに贈る×（キス）（2013年12月18日 - 22日、新宿シアターサンモール）

2014年
- Club SLAZY スペシャルライブ『LUV SLAZY』（2014年4月20日、渋谷DUO music exchange） - Deep 役
- 眠れぬ町の王子様〜Dream live2014〜（2014年4月26日、六本木morph TOKYO） - 虎太郎 役
- プレゼント◆5（2014年4月、紀伊國屋ホール / 5月、紀伊國屋サザンシアター） - ムツキ 役（声のみの出演）
- 中野喫茶室（2014年5月27日 - 6月1日、テアトルBONBON） - 作家 役
- TEAM BUZZ 第4回公演 『やめらんねぇ』（2014年7月16日 - 20日、中野ザ・ポケット） - 上田幸介 役
- vivid contact（2014年10月6日、劇場HOPE/ポケットスクエア） - 日替わりゲスト
- Club SLAZY The 3rd invitation 〜Onyx〜（2014年10月8日 - 13日、草月ホール） - Deep 役
- バカフキ!（2014年11月13日 - 16日、全労済ホール スペースゼロ） - ビーマ 役

2015年
- VIVID CONTACT -The just-（2015年1月7日 - 11日、中野THE POCKET）
- ユメオイビトの航海日誌（2015年2月、新宿シアターサンモール） - カール学士 役
- HIDEYOSHI（2015年3月、シアターグリーンBIG TREE THEATER） - 村井 役
- 逆転裁判2 ～さらば、逆転～（2015年5月、俳優座劇場） - 藤見野イサオ 役
- ちっちゃな英雄（ヒーロー）（2015年6月27日 - 9月30日、サンリオピューロランド 1階フェアリーランドシアター） - ロベルト 役
- 芸祭（2015年10月、中野ザ・ポケット）
- Club SLAZY The 4th invitation~Topaz~（2015年12月、全労済ホール スペース・ゼロ/ABCホール） - Deep 役

2016年
- VIVID CONTACT-re:born-（2016年1月、中野ザ・ポケット）
- 朗読劇「ハンサム落語 第七幕」（2016年2月、赤坂REDシアター / テイジンホール / CBGKシブゲキ!!）
- 烈！バカフキ！（2016年4月、Zeppブルーシアター六本木） - ビーマ役
- オタッカーズ・ハイ（2016年6月、下北沢小劇場Ｂ１） - 木下 役
- Club SLAZY-Another world-（2016年7月、新宿FACE） - Deep 役 [5]
- ジル・ド・レ～Gilles de Rais～　～episodeⅠ 残光のリフレイン～（2016年8月、浅草六区ゆめまち劇場） - 森蘭丸 役
- 音楽劇「夜のピクニック」（2016年9月17日 - 25 日、水戸芸術館ACM劇場） - 西脇融 役
- Club SLAZY The Final invitation ~Garnet~（2016年12月7日 - 13日、品川プリンスホテル クラブeX） - Deep 役
- Club SLAZY SPECIAL LIVE 2016（2016年12月29日 - 31日、梅田芸術劇場シアター・ドラマシティ） - Deep 役

2017年
- ミュージカル「手紙」（2017年1月20日 - 2月5日、新国立劇場小劇場/2月11日・12日、新神戸オリエンタル劇場）
- おん・すてーじ「真夜中の弥次さん喜多さん」双（2017年6月21日 - 25日、全労済ホール スペース・ゼロ） - ジョディー・マクガバン/義眼の男 役、他
- ブラシュカプロデュース公演「そでふりあうも」（2017年7月12日 - 17日、新宿シアターブラッツ） - 田所進 役
- ミュージカル・コメディ「パジャマゲーム」（2017年9月25日 - 10月15日、日本青年館ホール/10月19日 - 29日、梅田芸術劇場シアター・ドラマシティ）
- 浪漫活劇譚「艶漢」第二夜（2017年12月13日 - 17日、俳優座劇場） - 内海明人 役

2018年
- 方南ぐみ企画公演「伊賀の花嫁 その二」（2018年1月24日 - 2月4日、俳優座劇場） - タナベ 役
- 「冬の四重奏」～4名の演出家によるオムニバス朗読劇～（2018年2月、全労済ホール スペース・ゼロ）
- GRIEF7（2018年7月26日 - 31日、俳優座劇場） - ライタ・カワイ 役
- THE CONVOY SHOW vol.35「星屑バンプ」（2018年9月7日 - 17日、博品館劇場 / 9月29日 - 30日、森ノ宮ピロティホール / 10月2日、札幌市教育文化会館大ホール / 10月4日、りゅーとぴあ 新潟市民芸術文化会館 / 10月6日、電力ホール / 10月12日 - 13日、ももちパレス / 10月19日 - 21日、名古屋市芸術想像センター）
- THE CONVOY SHOW vol.36「ONE!」（2018年12月14日 - 17日、TBS赤坂ACTシアター)

2019年
- Nez Channel vol.5（2019年4月30日 - 5月2日、リーガロイヤルホテル大阪）
- THE CONVOY SHOW vol.37『星屑バンプ』（2019年6月5日 - 12日、博品館劇場 / 6月15日 - 20日、テレピアホール）
- 方南ぐみ 企画公演 朗読劇『青空』（2019年8月9日 - 18日、三越劇場）
- GRIEF7 Sin#2（2019年9月5日 - 9日、紀伊國屋ホール / 9月21日 - 24日、ABCホール） - ライタ・カワイ役
- ミュージカル「ハムレット」（2019年11月8日 - 18日、博品館劇場） - ギルデンスターン 役
- THE CONVOY SHOW vol.38『ONE！』（2019年12月14日 - 16日、TBS赤阪ACTシアター / 12月28日 - 29日、御園座）[6]

2020年
- おとぎ裁判 第2審～戦慄の誘拐パレード ビッグマウスにご用心♪～（2020年1月17日、CBGKシブゲキ!!） - ゲスト出演
- 浪漫活劇譚「艶漢」第四夜（2020年2月16日 - 3月1日、新宿シアターサンモール） - 潮見 役[7]
- 『ヒプノシスマイク-Division Rap Battle-』Rule the Stage -track.2- （2020年8月12日 - 19日、品川ステラボール） - 鬼灯甚八 役[8]
- 方南ぐみ 企画公演 『平和と戦争 朗読三部作+α』（2020年8月20日 - 28日、三越劇場　※公演中止）
- 水戸芸術館開館30周年記念事業 音楽劇『夜のピクニック』（2020年10月1日 - 4日、水戸芸術館ACM劇場）[9]
- RICE on STAGE「ラブ米」〜Rice will come again〜（2020年11月19日 - 29日、品川プリンスホテル クラブeX） - 雀鬼 役[10]

2021年
- 方南ぐみ 企画公演「朗読劇『伊賀の花嫁』冬の陣2021『言いわけ』編」（2021年1月14日・24日、シアターサンモール　※公演中止）[11]
- WATARoom『ViVid Contact』（2021年1月23日、アトリエファンファーレ高円寺） - ゲスト出演
- ナイスコンプレックス N31「キスより素敵な手を繋ごう」（2021年2月20日 - 28日、あうるすぽっと）
- 『ヒプノシスマイク-Division Rap Battle-』Rule the Stage -track.2 replay- （2021年3月11日 - 21日、品川ステラボール） - 鬼灯甚八 役[12]
- 朗読劇『5 years after ver.5〜K-N-U-K〜』（2021年4月17日・18日・22日、すみだパークシアター「倉」）
- KIRARI ☆ PARADISE THEATER「ギャング アワー」（2021年5月5日 - 9日、ザ・ポケット　※公演中止）[13]
- オリジナル音楽劇「ガリレオ★CV」（2021年5月26日 - 30日、シアターサンモール） - 草薙俊平 役[14]
- 『ヒプノシスマイク-Division Rap Battle-』Rule the Stage -Flava Edition- （2021年6月11日 - 13日・18日 - 20日、Mixalive TOKYO Club Mixa） - 鬼灯甚八 役[15]
- 新・未来サポートプロジェクト ADACHIHOUSEラボvol.1 目指せミュージカル水戸黄門？（2021年7月31日・8月1日、水戸芸術館ACM劇場）[16]
- 『ヒプノシスマイク-Division Rap Battle-』Rule the Stage -Battle of Pride-（2021年8月14日・15日、丸善インテックアリーナ / 8月24日・25日、ぴあアリーナMM） - 鬼灯甚八 役[17]
- 「VIVID CONTACT -fancy-」（2021年10月1日、劇場HOPE） - ゲスト出演
- 方南ぐみ企画公演「伊賀の花嫁 伊賀祭り」（2021年10月12日、新宿シアターサンモール） - 鵜飼 役
- RICE on STAGE「ラブ米」〜Rice will come〜（2021年11月18日 - 28日、品川プリンスホテルクラブeX） - 雀鬼 役（声の出演）
- 35th anniversary THE CONVOY SHOW vol.41 「コンボ・イ・ランド」（2021年12月10日 - 12月18日、こくみん共済coopホール／スペース・ゼロ、12月30日・31日、森ノ宮ピロティホール）[18]

2022年
- 方南ぐみ企画公演 伊賀の花嫁 THE FINAL「ここにいるぜぇ編」（2022年1月29日 - 2月6日、俳優座劇場） - 手嶋ミノル 役
- オリジナル音楽劇『ガリレオ★CV2』（2022年4月13日 - 17日、博品館劇場） - 草薙俊平 役[19]
- Mo’xtra Produce「グリーン・マーダー・ケース×ビショップ・マーダー・ケース」（2022年5月13日 - 19日、吉祥寺シアター） - ジョン・F・X・マーカム 役
- ドラマチックライブステージ「アイドルマスター SideM」（6月16日 - 26日、天王洲 銀河劇場） - 主演・天道輝 役[20]
- 『ヒプノシスマイク -Division Rap Battle-』Rule the Stage《Rep LIVE side F.P》（2022年7月31日、Zepp Haneda） - 鬼灯甚八 役
- 「目指せ　ミュージカル水戸黄門？」～光圀青春（ロマンス）篇～（2022年9月16日 - 18日、水戸芸術館ACM劇場）- 笠原 役
- WBB vol.20.5「ギャングアワー」（2022年10月5日 - 9日、シアター・アルファ東京） - 三鷹 役
- 「2.5次元ナビ！シアターVol.1～セッションしようゼ！〜」（2022年10月14日 - 16日、CBGKシブゲキ!!）
- オリジナルミュージカル「りんご」（2022年11月19日 - 12月7日、自由劇場） - フレンド / 毛虫 / 山鳩 役[21]

2023年
- 「ジョン マイ ラブ -ジョン万次郎と鉄の7年-」（愛媛・1月14日 - 2月20日、東京・1月26日 - 29日、サンシャイン劇場） - 主演・ジョン万次郎 役
- 舞台『信長未満-転生光秀が倒せない-』（2023年3月23日 - 26日、KAAT神奈川芸術劇場）[22]
- 朗読活劇 信長を殺した男 2023（2023年4月27日 - 30日、東京芸術劇場 シアターウエスト）- 徳川家康 役 他（チーム桔梗）[23]
- ミュージカル『青春-AOHARU-鉄道』5～鉄路にラブソングを～（2023年6月15日 - 25日、天王洲 銀河劇場 / 6月30日 - 7月2日、AiiA 2.5 Theater Kobe） - 羽越本線 / 西武国分寺線 役[24]
- トレンディは突然に（2023年7月15日、シアターサンモール） - 日替わりゲスト[25]
- 『ヒプノシスマイク -Division Rap Battle-』Rule the Stage《Rep LIVE side Rule the Stage Original》（2023年8月9日 - 13日、品川プリンスホテル ステラボール）- 鬼灯甚八 役[26]
- 『ヒプノシスマイク-Division Rap Battle-』Rule the Stage -Battle of Pride 2023-（2023年9月3日、大阪城ホール / 9月7日 - 10日、ぴあアリーナMM） - 鬼灯甚八 役[27]
- ミステリ・ミュージカル『ルームメイトと謎解きを』（2023年11月18日 - 26日、サンシャイン劇場）  - 湖城龍一郎 役[28]
- ミュージカル『青春-AOHARU-鉄道』〜地下の中心で愛をさけんだMétro〜（2023年12月21日 - 31日、品川プリンスホテル クラブeX） - 羽越本線 役[29]

2024年
- ある閉ざされた雪の山荘で（2024年1月22日 - 28日、大手町三井ホール） - 田所義雄 役[30]
- Homecoming Party『START』（2024年3月23日、品川プリンスホテル クラブeX） - 回替わりゲスト[31]
- THE CONVOY SHOW vol.43『ONE DAY〜Last Run! Run!! Run!!!〜』（2024年7月26日 - 8月4日、ザ・ガーデンホール・ルーム / 8月10日 - 11日、COOL JAPAN PARK OSAKA WWホール / 8月24日 - 25日、名古屋市公会堂）[32]
- ウォーキング・スタッフ プロデュース『舞台版 嫌われる勇気』（2024年9月23日 - 29日、紀伊國屋ホール）[33]

2025年
- 舞台『刀剣乱舞』十口伝 あまねく刻の遥かへ（2月15日 - 3月2日、品川プリンスホテル ステラボール / 3月7日 - 9日、キャナルシティ劇場 / 3月15日・16日、オリックス劇場） - 七星剣 役[34][35]
- 舞台『Take Me Out』2025（2025年5月17日 - 6月8日、よみうりホール / 6月14日・15日、Niterra日本特殊陶業市民会館 ビレッジホール / 6月20日・21日、岡山芸術創造劇場 ハレノワ 中劇場 / 6月27日 - 29日、兵庫県立芸術文化センター 阪急中ホール） - ロドリゲス 役[36]
- Multi-Unit Apartment（2025年8月1日 - 11日〈予定〉、品川プリンスホテル クラブeX） - イザベラ 役[37]
- 三人芝居『クリエイターズハイ!!!』（2025年10月12日 - 19日〈予定〉、シアターサンモール / 10月23日 - 25日〈予定〉、扇町ミュージアムキューブ CUBE01）[38]
- ミュージカル『青春-AOHARU-鉄道』コンサート Rails Live 2025（2025年11月22日 - 24日〈予定〉、TACHIKAWA STAGE GARDEN） - 羽越本線 / 西武国分寺線 役[39]

### イベント・ライブ
2019年
- 『GRIEF7』CD発売記念イベント（2019年1月29日、タワーレコード新宿店）
- MASH UP! presents CLIE SONIC 2019（2019年2月7日 - 11日、渋谷ストリームホール）
- 米原幸佑BirthdayLive『気づけば遠く貴方』（2019年3月10日、新宿MARZ） - ゲスト出演
- ADACHI HOUSE 土浦（2019年3月21日、水郷霞浦の湯 大ホール）
- 加藤良輔 15×35 AnniBirthday Event 2019／Super Live 2019（2019年3月23日、青山RizM）
- "ADACHI HOUSE"×"RSK presents.GROOVY ON"（2019年5月3日、DESEO mini with VILLAGE VANGUARD）
- 篠田光亮のグッドモーニンググッナイぶち抜きSP（2019年7月5日、下北沢ろくでもない夜） - ゲスト出演
- SUMMER FES 2019 Calling（2019年7月27日、LANDMARK HALL）[40]
- 「安達祭」 ～2019夏～（2019年8月1日、ASAKUSA Gold Sounds）
- 『GRIEF7』Sin＃2 上演記念イベント（2019年8月11日、新宿ロフトプラスワン）
- だめおたちの夜（2019年8月18日、Com.Cafe音倉） - ゲスト出演
- 『GRIEF7』Sin＃2 公演直前イベント（2019年9月1日、Loft9 SHIBUYA）
- 『GRIEF7』Sin＃2 大阪公演直前イベント（2019年9月19日、まちライブラリー＠もりのみやキューズモール）
- bambooファンツアー2019（2019年9月15日 - 16日、塩原温泉ホテルニュー塩原）
- THE CONVOY Night 2019（2019年12月21日・22日、リーガロイヤルホテル大阪）
- THE CONVOY祭’19（2019年12月31日、森ノ宮ピロティホール）

2020年
- 安達祭新春SP 2020（2020年1月27日、ASAKUSA Gold Sounds）
- 加藤良輔Birthday Party2020 / RSK Birthday Live 2020（2020年3月22日、六本木morph-tokyo　※開催中止）
- 笠間門前通りLIVEフェスティバル「門フェス2020」（2020年3月28日、笠間門前通り　※開催中止）
- BLOOD LINE ONE-MAN SHOW #後藤兄妹 （2020年6月25日、SHIBUYA RUIDO K2 ※開催中止） - ゲスト出演
- IBARAKI COUNTDOWN LIVE2020-2021（2020年12月31日、笠間市井筒屋野外広場）

2021年
- *pnish* vol.16 『*pnish*(パニッシュ)』ミニアフタートーク（2021年6月30日、赤坂RED/THEATER） - ゲスト出演
- TAISUKE WADA『Try-you acoustic Live Edition』（2021年8月26日、恵比寿HIROSHIGE Gallery）
- ヨースケコースケ YKフェス（2021年10月16日、恵比寿The Garden Room） - ゲスト出演
- 加藤良輔2022年カレンダー発売記念イベント（2021年10月30日、原宿RENON）
- RICE on STAGE「ラブ米」〜Rice will come〜「米トーーク！」リターンズ！（2021年11月20日） - ゲスト出演

2022年
- 『鮎川太陽 31st Birthday Event 〜チョップドチョコレートがすき〜』（2022年1月15日、時事通信ホール） - ゲスト出演
- 加藤良輔 Birthday Event 2022 & RSK Birthday Live 2022（2022年3月13日、原宿RENON）
- 安達勇人✖️加藤良輔スペシャルクリスマスディナーショー2022 inホテル・テラス・ザ・ガーデン水戸（2022年12月24日、ホテル・テラス・ザ・ガーデン水戸）
- 加藤良輔＆結城伽寿也 年末イベント2022（2022年12月31日、原宿RUIDO）

2025年
- ACTORS☆LEAGUE in Dance 2025（2025年8月26日〈予定〉、国立代々木競技場 第一体育館）[41]

### Web配信
- 「ミュージカル ハムレット」直前ニコ生ＳＰ（2019年11月1日、ニコニコ生放送）
- 藤原祐規 ふじげあそなが（2020年2月20日、オンステージ） - ゲスト出演
- bamboo official channel『リョウスケroom』（2020年4月22日～、ニコニコチャンネル） - 不定期レギュラー配信
- 安達勇人生配信『ADACHI HOUSE STUDIO』Vol.28~安達勇人×加藤良輔~ （2020年6月18日、YouTube）
- 安達勇人×RSKツーマンネットLIVE（2020年6月21日、YouTube）
- 『ヒプノシスマイク-Division Rap Battle-』Rule the Stage -Division Dance lesson- アサクサ・ディビジョン（2020年8月26日、シアターコンプレックス）
- RSK Online Live & 加藤良輔 Online Event（2020年8月30日、ニコニコチャンネル）
- 『だめおたちの夜〜無観客有料生配信〜』（2020年10月10日、Tiget）
- 進藤学オンラインエクササイズ【G-studio】（2020年10月18日、f-ticket） - ゲスト出演
- RSK LIVE生配信2020＠morph-tokyo（2020年11月7日、YoutubeLive）
- 碕理人「ふらっとおいでやす。」（2020年12月10日、ONSTAGE） - ゲスト出演
- VR演劇「僕はまだ死んでない」（2021年2月、Blinky） - 児玉碧 役[42]
- 碕理人「Anniversary Online Event 30×10」（2021年3月6日、ツイキャス有料配信） - MC
- ボク農ファーム【４人で収穫祭＆トーク生配信イベント】（2021年9月20日、ツイキャス有料配信）
- 『だめおたちの夜〜無観客有料生配信〜』（2021年9月6日、Tiget）
- 『だめおたちの夜〜無観客有料生配信〜』（2021年10月9日、Tiget）
- 『だめおたちの夜〜無観客有料生配信〜』（2022年2月20日、Tiget）
- ドラマチックライブステージ『アイドルマスター SideM』制作発表生配信（2022年3月27日、YoutubeLive） - ゲスト出演

### 映画
- DVD「LIKE A STAR」UP STAR（2005年9月）
- 心の時計（2006年3月19日、伊東市観光会館にて上映） - 山下達也 役
- LIGHT（2007年10月25日・11月24日、新宿ロフトプラスワンにて上映） - ウルジ（漆原） 役
- DVD映画 禁断の恋（2008年1月25日） - 及川翔 役
- 2 STEPS!（2009年1月10日、監督・原案・振付：上島雪夫）
- ガチバンMAX（2010年8月14日、監督：元木隆史） - 石松 役
- POPCORN BOUGIE 〜駄目なオレたちに愛の手を〜（2013年12月、監督：古川千恵子） - W主演 佐藤保役
- ××× KISS KISS KISS（2015年9月、矢崎仁司監督） - 晴日斗 役
- いぬむこいり（2017年5月、片嶋一貴監督） - 新之助 役
- 紅葉橋（2018年8月、石川二郎監督） - 杉山正 役

### テレビドラマ
- プリマダム（2006年4月、日本テレビ）
- 日曜ナイトドラマ「霊能力者 小田霧響子の嘘」（2010年11月、フジテレビ） - 大学生役
- 月曜ゴールデン 血痕 警科研・湯川愛子の鑑定ファイル4（2013年6月17日、TBS） - 森島洋一 役
- 土曜ドラマ「山田くんと7人の魔女」 第2話（2013年8月17日、フジテレビ） - 寧々メンズNo.5 役
- テレビ東京開局50周年特別企画「三匹のおっさん〜正義の味方、見参!!〜」 第1話（2014年1月17日、テレビ東京） - 近藤 役
- 「聖母・聖美物語」 第54話（2014年6月13日、東海テレビ） - 青年 役
- 水曜ミステリー9「永遠の時効」（2014年6月25日、テレビ東京） - C君 役
- 「えにしの記憶〜江戸→東京どらま〜」（2014年10月4日 - 、TOKYO MX）
- 「馬子先輩の言う通り」第12話（2015年12月、フジテレビ） - 岩田 役
- 特撮テレビドラマ「ウルトラマンジード」（2017年8月5日、テレビ東京） - 新井タカシ 役
- 「PTAグランパ２！」（2018年4月、BSプレミアム） - 北島伸 役
- 魔法×戦士マジマジョピュアーズ！ 第34話（2018年11月、テレビ東京） - 新郎 役
- ナンバMG5 第7話（2022年6月、フジテレビ） - ヤンキー 役
- 信長未満 -転生光秀が倒せない-（2022年10月25日 - 、テレビ神奈川） - 朝倉義景 役[43]

### テレビアニメ
- テレビアニメ 新テニスの王子様（2012年） - 天神耕介 役

### その他
- 妄想・ポンバジ系（2007年1月、ラジオ大阪） - ゲスト出演
- 『CHECK TIME』イケメンセレクションぶっかけ男子（2013年3月、TOKYO MX）
- ラジオドラマ『リバーサイド・カフェ』（2013年5月25日、TokyoFM） - 加藤 役
- ラジオドラマ『リバーサイド・カフェ』サンデースペシャル（2013年7月21日、TokyoFM） - 矢代真治 役
- ラジオドラマ「One Scene～ある日の出来事～」（2015年1月、TOKYO FM）
- 安達勇人のALOHA～!!いばらき（2020年9月21日・10月2日、茨城放送） - ゲスト出演
- 安達勇人のALOHA～!!いばらき（2021年7月8日・15日、茨城放送） - ゲスト出演
- THE突破ファイル　ギリギリのミッション2時間スペシャル！（2019年2月、日本テレビ） - 再現VTR・ブルーインパルス隊員 役
- THE突破ファイル（2021年7月22日、日本テレビ） - 再現VTR・ブルーインパルス隊員 役
- 2.5次元ナビ！（2022年11月28日～、日テレプラス）- 不定期出演

## 作品

### 音楽CD
RSK（リョースケ）名義
- 「Do it!!」 （2008年9月28日）
- 「Lose-U」 （2011年7月2日）
- 1stアルバム「ONE」（2014年5月25日）
- 2ndアルバム「WITH」（2016年3月19日）
- 3rdアルバム「DIMENSION5」（2020年3月21日）

『ヒプノシスマイク-Division Rap Battle-』Rule the Stage - 鬼灯甚八 役
- 『Turn up the Stage』（2022年4月27日、キングレコード）

ドラマチックライブステージ『アイドルマスター SideM』 - 天道輝 役
- ドラマチックライブステージ『アイドルマスター SideM』 ST@GE SONG COLLECTION（2022年10月19日、ASOBINOTES）

その他
- 『GRIEF7』（2019年1月30日、CLIE）
- 『GRIEF7』 Sin#2（2020年4月、CLIE）

### その他
- 加藤良輔2020年カレンダー（2019年10月22日、bamboo）
- おうちですごそう with 2.5次元男子（2020年8月28日、KADOKAWA）[44]
- 加藤良輔2021年カレンダー（2020年11月9日、bamboo）
- 加藤良輔2022年カレンダー（2021年10月30日、bamboo）
- 加藤良輔2023年カレンダー（2022年10月8日、bamboo）